# Irresistible (West Side Connection)
Az Irresistible (West Side Connection) egy dal Mariah Carey amerikai popénekesnő tizenegyedik, Charmbracelet című albumán. A dal részleteket használ fel Ice Cube This Is How We Do It és Evelyn Champagne King The Show Is Over című számából. A dal az albumborítón szerepel Irresistable címmel is.

## Fogadtatása
A dal csak promóciós kislemezként jelent meg, és csak az Egyesült Államokban. Az Irresistible kislemezen a dal albumváltozata mellett a rap nélküli változat és az instrumentális verzió szerepel; a MC… Move the Crowd kiadványon pedig az Irresistible-en kívül a Boy (I Need You és a You Got Me című számok, valamint mindhárom szám instrumentális változata. A három dal közül az Irresistible-t játszották legtöbbet a rádiók, a Billboard Hot R&B/Hip-Hop Singles & Tracks listán a 81. helyig jutott. Kereskedelmi forgalomba kerülő kislemezként azonban mégsem ezt választották, hanem a külön promón szintén a rádiókhoz került és még az Irresistible-nél is többet játszott The One-t, miután azonban az album első kislemeze, a Through the Rain nem aratott sikert az USA-ban, a lemezkiadó nem akart még egy lassú számot megjelentetni, és a MC… Move the Crowd dalai közül választottak egyet, a Boy (I Need You)-t.

## Helyezések
| Slágerlista (2002)                             | Legmagasabb helyezés |
| ---------------------------------------------- | -------------------- |
| USA Billboard Hot R&B/Hip-Hop Singles & Tracks | 81                   |